# Nieuczciwa konkurencja (film)
Nieuczciwa konkurencja (wł. Concorrenza sleale) – włosko-francuski dramat wojenny z 2001 roku w reżyserii Ettorego Scoli. Światowa premiera odbyła się 23 lutego 2001 roku. W rolach głównych wystąpili Sergio Castellitto, Diego Abatantuono, Gerard Depardieu i Jean-Claude Brialy.
Film zdobył nagrodę David di Donatello w kategorii "Najlepsza scenografia". Uzyskał także nominację do Europejskiej Nagrody Filmowej w kategorii "Najlepszy europejski scenarzysta roku".

## Fabuła
Jest Rzym, rok 1938. Bohaterami filmu są Umbert, katolik i Leon, Żyd. Obaj są krawcami i mieszkają w tym samym mieście, na tej samej ulicy i należą do tej samej klasy społecznej. Mają rodziny. Jednak przez antysemickie praktyki Mussoliniego już wkrótce ich dzieci nie będą mogły chodzić do tych samych szkół, a ich prawa do normalnego życia nie będą takie same.

## Obsada
- Diego Abatantuono jako Umberto Melchiori
- Sergio Castellitto jako Leone DellaRocca
- Gérard Depardieu jako prof. Angelo
- Antonella Attili jako Giuditta DellaRocca
- Jean-Claude Brialy jako Nonno Mattia DellaRocca
- Claude Rich jako Count Treuberg
- Elio Germano jako Paolo Melchiorri
- Sabrina Impacciatore jako Matilde
- Rolando Ravello jako Ignazietto Paspinelli